# Піттсфілд (Іллінойс)
Піттсфілд (англ. Pittsfield) — місто (англ. city) в США, в окрузі Пайк штату Іллінойс. Населення — 4206 осіб (2020).

## Географія
Піттсфілд розташований за координатами 39°36′30″ пн. ш. 90°49′14″ зх. д. / 39.60833° пн. ш. 90.82056° зх. д. (39.608280, -90.820683).  За даними Бюро перепису населення США в 2010 році місто мало площу 12,88 км², з яких 11,87 км² — суходіл та 1,00 км² — водойми.

## Демографія
Згідно з переписом 2010 року, у місті мешкало 4576 осіб у 1820 домогосподарствах у складі 1126 родин. Густота населення становила 355 осіб/км².  Було 2035 помешкань (158/км²).
Расовий склад населення:
| - 93,6 % — білих - 5,4 % — чорних або афроамериканців - 0,2 % — корінних американців - 0,2 % — азіатів - 0,1 % — вихідців з тихоокеанських островів |

До двох чи більше рас належало 0,4 %. Частка іспаномовних становила 1,3 % від усіх жителів.
За віковим діапазоном населення розподілялося таким чином: 19,6 % — особи молодші 18 років, 58,2 % — особи у віці 18—64 років, 22,2 % — особи у віці 65 років та старші. Медіана віку мешканця становила 42,8 року. На 100 осіб жіночої статі у місті припадало 105,5 чоловіків;  на 100 жінок у віці від 18 років та старших — 105,8 чоловіків також старших 18 років.
Середній дохід на одне домашнє господарство  становив 54 553 долари США (медіана — 38 958), а середній дохід на одну сім'ю — 68 176 доларів (медіана — 51 473). Медіана доходів становила 46 406 доларів для чоловіків та 30 575 доларів для жінок. За межею бідності перебувало 14,6 % осіб, у тому числі 13,6 % дітей у віці до 18 років та 10,5 % осіб у віці 65 років та старших.
Цивільне працевлаштоване населення становило 2035 осіб. Основні галузі зайнятості: освіта, охорона здоров'я та соціальна допомога — 27,2 %, публічна адміністрація — 10,8 %, мистецтво, розваги та відпочинок — 10,1 %.